# Trzebiatów (gromada)
Trzebiatów (do 30 XII 1959 Gołańcz Pomorska) – dawna gromada, czyli najmniejsza jednostka podziału terytorialnego Polskiej Rzeczypospolitej Ludowej w latach 1954–1972.
Gromady, z gromadzkimi radami narodowymi (GRN) jako organami władzy najniższego stopnia na wsi, funkcjonowały od reformy reorganizującej administrację wiejską przeprowadzonej jesienią 1954 do momentu ich zniesienia z dniem 1 stycznia 1973, tym samym wypierając organizację gminną w latach 1954–1972.
Gromadę Trzebiatów z siedzibą GRN w mieście Trzebiatowie (nie wchodzącym w jej skład) utworzono 31 grudnia 1959 w powiecie gryfickim w woj. szczecińskim w związku z przeniesieniem siedziby GRN gromady Gołańcz Pomorska z Gołańczy Pomorskiej do Trzebiatowa i zmianą nazwy jednostki na gromada Trzebiatów.
Pod koniec 1960 w skład gromady Trzebiatów wchodziły następujące miejscowości: Gąbin, Gołańcz Pomorska, Gosław, Jawory, Lewice, Mirosławice, Mostówka, Osieki, Paliczyno, Siemidarżno i Warcisław.
1 stycznia 1972 do gromady Trzebiatów włączono obszar zniesionej gromady Gorzysław, miejscowości Chełm Gryficki, Rogozina, Sadlenko, Sadlno, Rzędzice, Włodarka i Zapolice ze zniesionej gromady Rogozina oraz tereny o powierzchni 1.398,51 ha (w tym miejscowość Jastrzębie) z miasta Trzebiatów w tymże powiecie.
Gromada przetrwała do końca 1972 roku, czyli do kolejnej reformy gminnej. 1 stycznia 1973 w powiecie gryfickim utworzono gminę Trzebiatów.